# مديرية سنجك
مُديريَّة سنجك هي إحدى مُديريَّات محافظة أديامان الواقعة في جنوب شرق الأناضول في تركيا ومقرها بلدة سنجك. تأسست المديرية في عام 1990 وتبلغ مساحتها 495 كم² وبلغ عدد سكانها 16,341 نسمة في عام 2021. سكان المديرية من قبيلة رشوان الكردية.

## التركيبة
تتكوَّن المديرية من بلديتان إحداهما في اينليجه والأخرى في سنجك، ومن 24 قرية هم:
- آقصو
- الانجيك
- اريقوناق
- بالقيا
- جامدرة
- جات
- جاتباغجة
- ديلكتبه
- اسكيكوي
- كجيدلي
- حسنلي
- حسينلي
- قره كوسه
- نارلي
- بينارباشي
- ساقز
- سرينجة
- سكودلوباغجة
- صوباشي
- شاهينبكلر
- شاهقولو
- طاشقلعه
- اوغورلي
- ياربوزلي